# Jesús Limardo
Jesús Antonio Limardo Gascón (ur. 29 lutego 1996 w Ciudad Bolívar) – wenezuelski szpadzista, brązowy medalista mistrzostw świata.
W 2013 roku zdobył brąz w indywidualnej rywalizacji kadetów na mistrzostwach świata juniorów w Poreču. 
Podczas mistrzostw świata w Mediolanie w 2023 roku Wenezuelczycy w składzie: Francisco Limardo, Jesús Limardo, Rubén Limardo i Grabiel Lugo zdobyli brązowy medal w zawodach drużynowych. Był też między innymi dziewiąty drużynowo na mistrzostwach świata w Kairze w 2022 roku.
Na igrzyskach panamerykańskich w Limie w 2019 roku zdobył srebro indywidualnie i brąz drużynowo. 
Jego bracia – Rubén Limardo i Francisco Limardo oraz kuzynki – María Martínez i Dayana Martínez także zostali szermierzami.